# Ornduffia reniformis
Ornduffia reniformis är en vattenklöverväxtart som först beskrevs av Robert Brown, och fick sitt nu gällande namn av Tippery och Les. Ornduffia reniformis ingår i släktet Ornduffia och familjen vattenklöverväxter. Inga underarter finns listade i Catalogue of Life.